# Közkincs Könyvtár
A Közkincs Könyvtár egy 2015-ben megnyitott feminista könyvtár és közösségi tér Budapest VIII. kerületében, az Astoriához közel. A közel 12 ezer kötetes magángyűjtemény nagy része (zömmel második hullámos) feminista, gender és LMBTQ témájú könyvekből áll. A társadalomtudományi mellett egyéb tudományos és irodalmi tematikájú művek is megtalálhatók. A kötetek főleg angol nyelvűek. A könyvtár a gyűjteményen kívül helyszínként szolgál számos civil és kulturális rendezvénynek, filmvetítések, előadások színesítik a programok repertoárját. Rendszeresek a nyelvtanulási, fordítói és egyéb tanfolyamok is.

## Külső hivatkozások
- Hivatalos honlap
- Facebook-oldal
- Látogatás a Közkincs Könyvtárban